# Ophrynia perspicua
Ophrynia perspicua is een spinnensoort in de taxonomische indeling van de hangmatspinnen (Linyphiidae).
Het dier behoort tot het geslacht Ophrynia. De wetenschappelijke naam van de soort werd voor het eerst geldig gepubliceerd in 1990 door Scharff.